# Rhinotrichum repens
Rhinotrichum repens är en svampart som beskrevs av Preuss 1862. Rhinotrichum repens ingår i släktet Rhinotrichum, divisionen sporsäcksvampar och riket svampar.   Inga underarter finns listade i Catalogue of Life.